# Cyclops plumosus
Cyclops plumosus – gatunek widłonoga z rodziny Cyclopidae. Opisał go w 1843 roku niemiecko-chilijski botanik i zoolog Rodolfo Amando Philippi, nadając mu nazwę Nauplius plumosus.